# Дегейтер, Пьер
Пьер Деге́йтер, правильно Пьер Дёжейте́р  (фр. Pierre Degeyter, нидерл. Pierre De Geyter; 8 октября 1848, Гент — 26 сентября 1932, Сен-Дени) — рабочий и музыкант, прославившийся как автор музыки к гимну «Интернационал».

## Биография
Дегейтер родился в семье рабочих — этнических фламандцев, выходцев из Французской Фландрии, работавших в то время в бельгийском городе Генте. Когда Пьеру было семь лет, семья вернулась во Францию — в Лилль, где Дегейтер окончил вечернюю школу.
Получив специальность токаря по металлу, Дегейтер устроился работать на завод. В это же время он увлекается музыкой. С шестнадцати лет он посещал вечерние курсы при Музыкальной академии. Впоследствии Дегейтер стал первым руководителем лилльского музыкального общества «Рабочая лира».
В 1870 году, во время Франко-прусской войны, служил военным музыкантом в армии Франции.
В июле 1888 года мэр Лилля Гюстав Делори (основатель «Рабочей лиры») обратился к Дегейтеру с заданием: написать музыку на стихи поэта Эжена Потье, датированные 1871 годом, с тем, чтобы эту музыку можно было использовать как боевую песню Французской рабочей партии (до сих пор текст пели на музыку Марсельезы). Так появился «Интернационал».
Первое исполнение этой музыки хором «Рабочей лиры» состоялось на съезде профсоюза газетчиков летом 1888 года. Шесть тысяч напечатанных экземпляров текста и нот были проданы, чтобы материально поддержать социалистическую партию в Лилле. Чтобы обезопасить себя от преследования, композитор попросил, чтобы на титульном листе была написана просто фамилия «Дегейтер» без указания имени. Тем не менее, достаточно скоро выяснилось точное имя композитора, и Дегейтер был уволен и внесен в предпринимательские «чёрные списки». В 1902 году вместе с семьёй Дегейтер был вынужден переехать в Сен-Дени.
Как только песня стала набирать популярность, брат Пьера, Адольф Дегейтер, воспользовавшись тем, что имя композитора не было указано на титульном листе, подал в суд с тем, чтобы присвоить права на «Интернационал» себе. Решающим свидетелем являлся Гюстав Делори, который и заказал музыку. Но поскольку Пьер к тому времени вышел из Социалистической партии (впоследствии он стал коммунистом), то Делори, социалист и тогдашний мэр Лилля, уже приобретший права на текст «Интернационала» у вдовы Эжена Потье (и стремившийся сосредоточить права на песню в руках партии), выступил в поддержку Адольфа.
Таким образом, Пьер не смог доказать своё авторство. В 1914 году процесс был завершён, и автором музыки был признан Адольф.
В начале 1916 года Адольф Дегейтер, находясь на оккупированной территории, покончил с собой, оставив предсмертное письмо для брата, в котором утверждал, что процесс об авторстве «Интернационала» развязал под давлением Делори. Поскольку Пьер в это время находился на неоккупированной части Франции, это письмо дошло до него только после окончания войны. В 1922 году автором музыки «Интернационала» был признан Пьер Дегейтер.
В 1927 году Иосиф Сталин пригласил Дегейтера в СССР на празднование десятилетия Октябрьской революции. 20 августа 1928 года СНК СССР назначил композитору пожизненную пенсию, которая и стала единственным источником его существования в последние годы.
Дегейтер умер в 1932 году. На его похоронах присутствовало около 50 тысяч человек.
Именем Дегейтера названы колледж в Сен-Дени и площадь в Лилле. В родном городе композитора — Генте — ему установлен памятник.